# ハンチュのピリジン合成
ハンチュのピリジン合成（ハンチュのピリジンごうせい、Hantzsch pyridine synthesis）は、β-ケトエステルとアルデヒド、アンモニアから1,4-ジヒドロピリジンあるいはピリジンを合成する化学反応のことである。1882年にアルトゥル・ハンチュによって報告された。
反応の一例を挙げると、アセト酢酸エチル2当量、ホルムアルデヒド1当量、アンモニア1当量から2,6-ジメチル-1,4-ジヒドロピリジン-3,5-ジカルボン酸エチルが得られる。これを酸化剤で酸化することで2,6-ジメチルピリジン-3,5-ジカルボン酸エチルが、さらに加水分解脱炭酸反応を行なうことで、2,6-ジメチルピリジン（2,6-ルチジン）が得られる。
酸化剤としては硝酸や亜硝酸ナトリウムが使用される。
この反応において各反応物がどのような順序で結合するかは明確にはなっていない。
しかし、β-ケトエステルとアンモニアを反応させて得られるエナミンと、β-ケトエステルとアルデヒドをクネーフェナーゲル縮合させて得られるα,β-不飽和ケトンを別途合成し、これを反応させることで1,4-ジヒドロピリジンを得ることができる。
そのため、反応機構はまずエナミンの生成とクネーフェナーゲル縮合によるα,β-不飽和ケトンの生成が並行して進行し、次いでエナミンがα,β-不飽和ケトンにマイケル付加を起こして5-イミノケトンとなり、窒素原子がカルボニル基に付加して環化後、脱水して1,4-ジヒドロピリジンとなるものと推定されている。
β-ケトエステルとアルデヒドとアンモニアを一度に混合する方法では対称2,6-二置換ピリジンしか合成することができないが、エナミンとα,β-不飽和ケトンを別途合成してから反応させる方法では非対称ピリジンを合成することも可能である。
また2,6-無置換ピリジンを合成するにはβ-ケトエステルとしてマロンアルデヒド酸エステルが必要であるが、これを調製することは困難である。
そのため合成等価体としてプロピオール酸エステルが用いられる。
プロピオール酸にアンモニアが付加すれば、マロンアルデヒド酸エステルのエナミンが直接得られるからである。